# Brighton & Hove Albion Football Club
El Brighton & Hove Albion Football Club (pronunciación en inglés: /ˈbraɪtən ənd ˈhoʊv ˈælbiən/) es un club de fútbol británico con sede en la ciudad costera de Brighton & Hove, Sussex del Este. Su casa es el Falmer Stadium y juega en la Premier League, la máxima categoría del fútbol nacional. 
Fundado en 1901, el equipo fue apodado «Gaviotas», en parte debido a que la ciudad se encuentra a orillas del mar y en parte como respuesta al apodo de «Águilas» de su tradicional rival, el Crystal Palace. Anteriormente se los conocía como «Delfines» o «camarones». El equipo ha jugado históricamente con camiseta a rayas azules y blancas, aunque la cambiaron por una completamente blanca en un periodo breve en la década de 1970 (en la época de Freddie Goodwin) y a una completamente azul durante la época de mayor éxito, al principio de la década de 1980.

## Historia
Fundado en 1901, el Brighton desempeñó sus primeros pasos en el fútbol profesional en la Southern Football League, antes de ser elegidos para jugar en la Liga de Fútbol en 1920. El club tuvo su época más gloriosa entre 1979 y 1983 cuando subió a la ya inexistente Football League First Division. En 1983 llegaron a jugar la final de la FA Cup contra el Manchester United. Empataron 2-2 el primer partido, pero perdieron 4-0 en el segundo, el de repetición. Quedaron relegados de la Primera División esa misma temporada. Una mala gestión del club les llevó a ser casi relegados de la Football League Championship a la Football Conference, lo que evitaron en 1997 y 1998. En 2001 alcanzaron el Campeonato de la división. Lograron una segunda promoción, pero descendieron en la siguiente temporada. Consiguieron la promoción en el primer intento, pero las gaviotas bajarían de nuevo dos años más tarde.

### Llegada de Tony Bloom y ascenso a la Premier League (2009-presente)
En 2009 el club fue comprado por Tony Bloom, jugador de póker profesional oriundo de la ciudad de Brighton. El club se encontraba en la League One (tercera división).
Bajo su gestión, impulsó la construcción del Falmer Stadium, inaugurado en 2011. En la temporada 2010-2011 logró el ascenso a la Championship bajo la dirección del uruguayo Gustavo Poyet, saliendo campeón de la categoría.
En la temporada 2016-2017 lograron hacer historia al asegurarse un puesto para jugar en la primera división inglesa, Premier League.
En la Premier League 2022-2023 Un buen estado de forma con jugadores como Alexis Mac Allister, Moisés Caicedo, Kaoru Mitoma y el capitán Lewis Dunk, permitió al equipo colarse en la zona alta de la tabla y clasificar por primera vez a una copa internacional, en este caso la Europa League 2023-2024, en fase de grupos tocó medirse ante Marsella, Ajax y AEK Atenas pasando como primero y por lo tanto a octavos de final.

## Estadio

### Goldstone Ground
El club jugó de local durante 95 años en el Goldstone Ground en Hove, hasta que el directorio decidió vender el estadio.
En su última temporada en Goldstone, 1996-97, las gaviotas estuvieron cerca de dejar la Football League, Ganaron el último partido en el estadio contra Doncaster Rovers.  Luego de ese encuentro, Brighton empató 1-1 con Hereford United, club que descendió a la Football Conference por diferencia de goles.

### Withdean Stadium
Por dos años, desde 1997 a 1999, el club compartió la localía con Gillingham en el Priestfield Stadium, para luego regresar a Brighton a jugar de local en el Withdean Stadium.
El recinto fue la casa del Brighton & Hove Albion desde 1999 a 2011.

### Falmer Stadium
La Construcción del nuevo estadio del club comenzó en diciembre de 2008. Las obras terminaron el 31 de mayo de 2011, con una capacidad inicial de 22,374 espectadores, finalizando un periodo de 12 años sin localía. El estadio fue expandido a una capacidad de 27,250 para la temporada 2012-13 y en mayo de 2013 fue expandida a 30,750 espectadores.

## Jugadores

### Transferencias 2025-26
| Altas                 | Altas     | Altas          | Altas    | Altas       |
| Jugador               | Posición  | Procedencia    | Tipo     | Coste       |
| --------------------- | --------- | -------------- | -------- | ----------- |
| Diego Coppola         | Defensa   | Hellas Verona  | Traspaso | €11.000.000 |
| Olivier Boscagli      | Defensa   | PSV Eindhoven  | Libre    |             |
| Maxim De Cuyper       | Defensa   | Club Brujas KV | Traspaso | €20.000.000 |
| Tom Watson            | Delantero | Sunderland AFC | Traspaso | €10.000.000 |
| Yoon Do-young         | Delantero | Daejeon Hana   | Traspaso | €2.000.000  |
| Charalampos Kostoulas | Delantero | Olympiakos FC  | Traspaso | €29.800.000 |

| Bajas                 | Bajas         | Bajas                | Bajas    | Bajas       |
| Jugador               | Posición      | Destino              | Tipo     | Coste       |
| --------------------- | ------------- | -------------------- | -------- | ----------- |
| James Beadle          | Portero       | Birmingham City FC   | Cesión   |             |
| Kjell Scherpen        | Portero       | Union Saint-Gilloise | Traspaso | €2.000.000  |
| Carl Rushworth        | Portero       | Coventry City FC     | Cesión   |             |
| Odeluga Offiah        | Defensa       | Preston North End FC | Traspaso | €1.600.000  |
| Pervis Estupiñán      | Defensa       | AC Milan             | Traspaso | €19.000.000 |
| Eiran Cashin          | Defensa       | Birmingham City FC   | Cesión   |             |
| Valentín Barco        | Mediocampista | RC Estrasburgo       | Traspaso | €10.000.000 |
| Malick Yalcouyé       | Mediocampista | Swansea City F.C.    | Cesión   |             |
| João Pedro            | Delantero     | Chelsea FC           | Traspaso | €63.700.000 |
| Simon Adingra         | Delantero     | Sunderland AFC       | Traspaso | €24.400.000 |
| Ibrahim Osman         | Delantero     | AJ Auxerre           | Cesión   |             |
| Amario Cozier-Duberry | Delantero     | Bolton Wanderers     | Cesión   |             |
| Yoon Do-young         | Delantero     | Excelsior Rotterdam  | Cesión   |             |
| Evan Ferguson         | Delantero     | AS Roma              | Cesión   |             |

|  |

## Entrenadores
| Nombre              | Desde | Hasta |
| ------------------- | ----- | ----- |
| John Jackson        | 1901  | 1905  |
| Frank Scott-Walford | 1905  | 1908  |
| Jack Robson         | 1908  | 1914  |
| Charlie Webb        | 1914  | 1947  |
| Tommy Cook          | 1947  | 1947  |
| Don Welsh           | 1947  | 1951  |
| Billy Lane          | 1951  | 1961  |
| George Curtis       | 1961  | 1963  |
| Archie Macaulay     | 1963  | 1968  |
| Freddie Goodwin     | 1968  | 1970  |
| Pat Saward          | 1970  | 1973  |
| Brian Clough        | 1973  | 1973  |
| Peter Taylor        | 1974  | 1976  |
| Allan Mullery       | 1976  | 1981  |

| Nombre             | Desde | Hasta |
| ------------------ | ----- | ----- |
| Marc Bailey        | 1981  | 1982  |
| Jimmy Melia        | 1982  | 1983  |
| Chris Cattlin      | 1983  | 1986  |
| Allan Mullery      | 1986  | 1987  |
| Barry Lloyd        | 1987  | 1993  |
| Liam Brady         | 1993  | 1995  |
| Jimmy Case         | 1995  | 1996  |
| Steve Gritt        | 1996  | 1998  |
| Brian Horton       | 1998  | 1999  |
| Jeff Wood          | 1999  | 1999  |
| Micky Adams        | 1999  | 2001  |
| Peter Taylor       | 2001  | 2002  |
| Martin Hinshelwood | 2002  | 2002  |
| Steve Coppell      | 2002  | 2003  |

| Nombre                   | Desde | Hasta      |
| ------------------------ | ----- | ---------- |
| Marc McGhee              | 2003  | 2006       |
| Dean Wilkins             | 2006  | 2008       |
| Micky Adams              | 2008  | 2009       |
| Russell Slade            | 2009  | 2009       |
| Gus Poyet                | 2009  | 2013       |
| Óscar García             | 2013  | 2014       |
| Sami Hyypiä              | 2014  | 2014       |
| Chris Hughton            | 2014  | 2019       |
| Graham Potter            | 2019  | 2022       |
| Andrew Crofts (Interino) | 2022  | 2022       |
| Roberto De Zerbi         | 2022  | 2024       |
| Fabian Hürzeler          | 2024  | Actualidad |

## Patrocinadores
| Periodo   | Proveedor          | Patrocinio Principal    | Patrocinio secundario | Estadio                |
| --------- | ------------------ | ----------------------- | --------------------- | ---------------------- |
| 1902–1971 | B&HA               | n/a                     | n/a                   | Goldstone Ground, Hove |
| 1971–1974 | Bukta              | n/a                     | n/a                   | Goldstone Ground, Hove |
| 1974–1975 | Admiral            | n/a                     | n/a                   | Goldstone Ground, Hove |
| 1975–1977 | Umbro/Bukta/B&HA   | n/a                     | n/a                   | Goldstone Ground, Hove |
| 1977–1980 | Bukta              | n/a                     | n/a                   | Goldstone Ground, Hove |
| 1980–1983 | Adidas             | British Caledonian      | n/a                   | Goldstone Ground, Hove |
| 1983–1986 | Adidas             | Phoenix Brewery         | n/a                   | Goldstone Ground, Hove |
| 1986–1987 | Adidas             | NOBO                    | n/a                   | Goldstone Ground, Hove |
| 1987–1989 | Spall              | NOBO                    | n/a                   | Goldstone Ground, Hove |
| 1989–1991 | Sports Express     | NOBO                    | n/a                   | Goldstone Ground, Hove |
| 1991–1993 | Ribero             | Trustee Savings Bank    | n/a                   | Goldstone Ground, Hove |
| 1993–1994 | Ribero             | Sandtex                 | n/a                   | Goldstone Ground, Hove |
| 1994–1997 | Admiral Sportswear | Sandtex                 | n/a                   | Goldstone Ground, Hove |
| 1997–1998 | Superleague        | Sandtex                 | n/a                   | Priestfield Stadium    |
| 1998–1999 | Superleague        | Donatello               | n/a                   | Priestfield Stadium    |
| 1999–2008 | Erreà              | Skint Records           | n/a                   | Withdean Stadium       |
| 2008–2011 | Erreà              | IT First                | n/a                   | Withdean Stadium       |
| 2011–2013 | Erreà              | BrightonandHoveJobs.com | Donatello             | Falmer Stadium         |
| 2013–2014 | Erreà              | American Express        | n/a                   | Falmer Stadium         |
| 2014–     | Nike               | American Express        | n/a                   | Falmer Stadium         |

## Palmarés

### Títulos nacionales (1)
| Competición nacional           | Títulos                    | Subcampeonatos            |
| ------------------------------ | -------------------------- | ------------------------- |
| FA Charity Shield (1/0)        | 1910                       |                           |
| FA Cup (0/1)                   |                            | 1983                      |
|                                |                            |                           |
| Segunda división (0/2)         |                            | 1978-79, 2016-17          |
| Tercera división (3/3)         | 1957-58, 2001-02, 2010-11. | 1971-72, 1976-77, 1987-88 |
| Cuarta división (2/0)          | 1964-65, 2000-01.          |                           |
| Southern Football League (1/0) | 1909-10                    |                           |

## Participación en competiciones de la UEFA
| Temporada | Torneo             | Ronda   | Club                  | Local | Visitante | Global   |
| --------- | ------------------ | ------- | --------------------- | ----- | --------- | -------- |
| 2023–24   | UEFA Europa League | Grupo B | AEK Atenas            | 2-3   | 0-1       | 1º Lugar |
| 2023–24   | UEFA Europa League | Grupo B | Olympique de Marsella | 1-0   | 2-2       | 1º Lugar |
| 2023–24   | UEFA Europa League | Grupo B | Ajax Ámsterdam        | 2-0   | 0-2       | 1º Lugar |
| 2023–24   | UEFA Europa League | 1/8     | Roma                  | 1-0   | 4-0       | 1-4      |

### Récord europeo
Actualizado hasta temporada 2022-23.
| Torneos de la UEFA     | Torneos de la UEFA | Torneos de la UEFA | Torneos de la UEFA | Torneos de la UEFA | Torneos de la UEFA | Torneos de la UEFA | Torneos de la UEFA | Torneos de la UEFA  | Torneos de la UEFA |
| Torneo                 | Temp.              | PG                 | PE                 | PP                 | GF                 | GC                 | Dif.               | Mejor clasificación | Última aparición   |
| ---------------------- | ------------------ | ------------------ | ------------------ | ------------------ | ------------------ | ------------------ | ------------------ | ------------------- | ------------------ |
| Liga Europa de la UEFA | 1                  | 5                  | 1                  | 2                  | 11                 | 9                  | +2                 | Octavos de final    | 2023–24            |
| Total                  | 1                  | 5                  | 1                  | 2                  | 11                 | 9                  | +2                 |                     | 2023–24            |

## Rivalidades
Los fanáticos del club consideran que el Crystal Palace es el gran rival del club, a pesar de que el estadio del Palace esta a más de 64 kilómetros de distancia. Esta rivalidad data de la década de 1970, debido a la gran hostilidad surgida entre los entrenadores Alan Mullery y Terry Vanables, de Brighton y Crystal Palace respectivamente. Durante 1978 ambas escuadras luchaban por el título de la tercera división inglesa, logrando los dos el ascenso, continuando la rivalidad durante la campaña en segunda división.